# Mama Risha

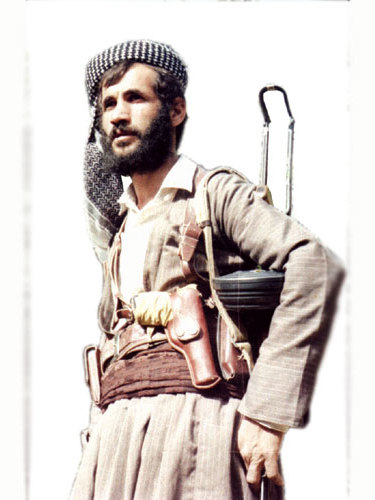
Mama Risha

Najmadin Shukr Rauf, genannt Mama Risha kurdisch: مامه‌ ڕیشه‌ Mama Rişa, übersetzt Bärtiger Onkel (* 1955 im Dorf Talaban, in der Nähe von Kirkuk; † 25. Januar 1985 südlich von Kirkuk) war ein bekannter kurdischer Offizier der Peschmerga im Nordirak.
In dem Dorf, in dem Risha geboren wurde, lebten Angehörige des Cebari-Stamms. Er wurde als Analphabet und nuejker (Sorani: jemand, der es mit dem islamischen Gebet genau nimmt), beschrieben. Er kämpfte 1970 zunächst in den Reihen der Palästinensischen Befreiungsorganisation (PLO). Das Scheitern des kurdischen Autonomievertrages mit der irakischen Regierung und die Einleitung der Arabisierungspolitik durch die Baath-Partei in den kurdischen Regionen Kirkuk und Chanaqin führten 1975 schließlich zum Ausbruch des zweiten kurdisch-irakischen Krieg. Die Niederlage Barzanis in diesem Krieg führte zur Gründung der Patriotischen Union Kurdistans (PUK), der sich Rişa anschloss.
Mama Risha wurde im Krieg gegen die irakische Regierung durch seine Erfolge als Truppenführer und militärischen Fähigkeiten unter Kurden zum Symbol des unbeugsamen und legendären Kämpfers. Einigen kurdischen Quellen zufolge beruht sein Spitzname „Mama Risha“ auf seinem Schwur, seinen Bart bis zur Befreiung Kurdistans von der Baath-Partei nicht zu rasieren. Risha wurde am 25. Januar 1985 in einem Hinterhalt von Tehsin Sawes, einem Kommandanten der baath-loyalen kurdischen  „Verteidigungsbataillone“, erschossen. Unter den Kurden aus Kirkuk und Sulaimaniyya heißt es, dass er von innerkurdischen Feinden und Funktionären der Demokratischen Partei Kurdistans getötet wurde. Dies schließen sie vor allem daraus, dass der Mörder zwar vom Regime in Bagdad beauftragt wurde, jedoch danach als Mitglied der DPK bis heute Immunität genießt.